# Alianza de Centro (Argentina)
Alianza de Centro fue una coalición política argentina que presentó la candidatura de Álvaro Alsogaray y Alberto Natale a Presidente y Vicepresidente de la Nación, respectivamente, a las elecciones presidenciales de 1989. Dicha fórmula obtuvo 1.200.172 votos, correspondientes al 7,17% de los sufragios positivos, quedando en el tercer lugar de las preferencias.
En las elecciones legislativas de ese año obtuvo 9 diputados, con lo cual aumentó a 15 escaños su presencia en la cámara baja. 
Estaba conformada por la Unión del Centro Democrático y el Partido Demócrata Progresista, e incluía a nivel local al Partido Demócrata de Mendoza y al Pacto Autonomista-Liberal de Corrientes. Entre sus propuestas estaba el establecimiento de políticas económicas liberales frente a la crisis inflacionaria que atravesaba el país bajo el gobierno de Raúl Alfonsín.

## Partidos integrantes
Alianza de Centro estaba integrado por los siguientes partidos políticos:
| Partido | Partido | Partido                       | Líder                    | Ideología                        | Posición      |
| ------- | ------- | ----------------------------- | ------------------------ | -------------------------------- | ------------- |
|         |         | Unión del Centro Democrático  | Alvaro Alsogaray         | Liberalismo económico Reformismo | Centroderecha |
|         |         | Partido Demócrata Progresista | Rafael Martínez Raymonda | Liberalismo Progresismo          | Centroderecha |
|         |         | Partido Demócrata de Mendoza  | -                        | Conservadurismo Liberalismo      | Derecha       |